# Frederick Warner
Frederick Archibald Warner (ur. 2 maja 1918 w Bournemouth, zm. 30 września 1995) – brytyjski dyplomata, polityk i menedżer, ambasador Wielkiej Brytanii w Laosie (1965–1967) i Japonii (1972–1975), poseł do Parlamentu Europejskiego I kadencji.

## Życiorys
Jego ojciec Frederick Warner Sr. zmarł w grudniu 1917 na froncie I wojny światowej po zatopieniu statku HMS „Torrent”. Jego matka w 1924 wyszła za oficera marynarki Erica Corsona. Kształcił się w Britannia Royal Naval College, od 1935 do 1937 służył jako midszypmen. Pomiędzy 1937 a 1939 studiował politykę, filozofię i ekonomię na Magdalen College, Oxford, ukończył studia w 1945. Od 1964 do 1965 odbywał studia w Imperial Defence College, kształcił się też w zakresie języka japońskiego na University of Sheffield. Podczas II wojny światowej służył w Royal Navy.
W 1946 wstąpił do brytyjskiej służby dyplomatycznej, w 1950 został pierwszym sekretarzem ambasady w ZSRR. Jego kariera zatrzymała się na kilka lat po ucieczce szpiega Guya Burgessa, z którym współpracował. Od 1956 do 1958 był chargé d’affaires ambasady w Birmie. W kolejnych latach zatrudniony w ambasadzie w Grecji i jako dyrektor departamentu Azji Południowo-Wschodniej w resorcie dyplomacji (1960–1963). Od 1965 do 1967 pozostawał ambasadorem w Laosie. W kolejnych latach wysłany jako minister do stałego przedstawicielstwa przy Pakcie Północnoatlantyckim i Organizacji Narodów Zjednoczonych (jako zastępca stałego przedstawiciela w randze ambasadora w latach 1969–1972), w 1969 był podsekretarzem stanu w Foreign and Commonwealth Office. Od 1972 do 1975 był ambasadorem Wielkiej Brytanii w Japonii.
W 1975 odszedł z dyplomacji, poświęcając się karierze biznesowej. Zajmował stanowiska dyrektorskie m.in. w koncernie Globalstar, kierował także National Trust w hrabstwie Wessex. W 1979 wybrany posłem do Parlamentu Europejskiego z ramienia Partii Konserwatywnej. Przystąpił do frakcji Europejscy Demokraci, kierował delegacją ds. stosunków z Japonią. W 1984 nie ubiegał się o reelekcję. Od 1985 do 1988 kierował komitetem zamorskim Confederation of British Industry, od lat 70. opublikował także kilka książek na tematy polityczne, międzynarodowe i środowiskowe.
Od 1971 był żonaty z Simone Georginą de Ferranti, doczekali się dwójki dzieci.

## Odznaczenia
Odznaczony m.in. Orderem św. Michała i św. Jerzego III klasy (1963) i II klasy (1972), Królewskim Orderem Wiktoriańskim I klasy (1975) oraz Orderem Wschodzącego Słońca I klasy.